# Edward Charles Pickering
Edward Charles Pickering (Boston, 19 de julho de 1846 — Cambridge, 3 de fevereiro de 1919) foi um astrônomo e físico estadunidense.
Irmão de William Henry Pickering.

## Biografia
Nascido em Boston, frequentou a Boston Latin School. Graduou-se dezenove anos na Lawrence Scientific School (parte da Universidade de Harvard)  e desde 1867 é assistente de física no Massachusetts Institute of Technology.  Mais tarde, tornou-se diretor do Observatório de Harvard, onde fez grandes avanços no estudo dos espectros estelares com o uso da fotografia. Em Harvard, muitas mulheres trabalharam para ele, incluindo Annie Jump Cannon, Henrietta Swan Leavitt e Antonia Maury. Estes, mais tarde conhecidos como "harém de Pickering", fizeram inúmeras descobertas de grande importância. Por exemplo, Leavitt descobriu a relação do período de luminosidade das Cefeidas.
Em 1911 foi um dos fundadores da Associação Americana de Observadores de Estrelas Variáveis, com William Olcott.

## Publicações
- (1873–76) Elements of physical manipulation New York: Hurd & Houghton OCLC 16078533
- (1882) A plan for securing observations of the variable stars Cambridge: J. Wilson and Son OCLC 260332440
- (1886) An investigation in stellar photography Cambridge: J. Wilson and Son OCLC 15790725
- (1891) Preparation and discussion of the Draper catalogue Cambridge: J. Wilson and Son OCLC 3492105
- (1903) Plan for the endowment of astronomical research Cambridge: Astronomical observatory of Harvard College OCLC 30005226
- Pickering, EC (1912). «The Allegheny Observatory In Its Relation To Astronomy». Science. 36 (927) (publicado em 4 de outubro de 1912). pp. 417–421. Bibcode:1912Sci....36..417P. PMID 17788756. doi:10.1126/science.36.927.417

## Homenagens
- 1886 e 1901 - Medalha de Ouro da Royal Astronomical Society[4]
- 1888 - Prémio Valz
- 1888 - Medalha Henry Draper
- 1891 - Prémio Rumford[5]
- 1888 - Medalha Henry Draper
- 1908 - Medalha Bruce[6]
- 1908 - Prêmio Jules Janssen[7]

## Obituários
- (em alemão) AN 208 (1919) 133/134
- JRASC 13 (1919) 160
- MNRAS 80 (1920) 360
- PASP 31 (1919) 73